# Crocea Mors
Crocea Mors (latinescul pentru Moartea Galbenă) a fost numele dat sabiei generalului roman Iuliu Cezar, conform legendelor prezentate de Geoffrey de Monmouth. În versiunea galezei mijlocii, este numită Angau Coch ("Moartea Roșie") sau Agheu Glas ("Moartea Gri").
Prințul britan Nennius a preluat-o în lupta cu Cezar, când sabia i s-a blocat în scut. Sabia ucidea pe oricine lovea Nennius. Nennius a murit la cincisprezece zile de la bătălie, din cauza unei răni la cap provocată de Cezar, iar sabia a fost îngropată împreună cu el.